# Lijst van voetbalinterlands Montenegro - Servië
Deze lijst van voetbalinterlands is een overzicht van alle officiële voetbalwedstrijden tussen de nationale teams van Montenegro en Servië. De landen, ooit buurrepublieken in de federale staat Joegoslavië, speelden tot op heden vier keer tegen elkaar. De eerste ontmoeting, een groepswedstrijd tijdens de UEFA Nations League 2018/19, werd gespeeld in Podgorica op 11 oktober 2018. Het laatste duel, een kwalificatiewedstrijd voor het Europees kampioenschap voetbal 2024, vond plaats op 17 oktober 2023 in Belgrado.

## Wedstrijden
| № | Plaats    | Datum            | Competitie                  | Wedstrijd           | Uitslag |
| - | --------- | ---------------- | --------------------------- | ------------------- | ------- |
| 1 | Podgorica | 11 oktober 2018  | UEFA Nations League 2018/19 | Montenegro – Servië | 0 – 2   |
| 2 | Belgrado  | 17 november 2018 | UEFA Nations League 2018/19 | Servië – Montenegro | 2 – 1   |
| 3 | Podgorica | 27 maart 2023    | EK 2024 kwalificatie        | Montenegro − Servië | 0 − 2   |
| 4 | Belgrado  | 17 oktober 2023  | EK 2024 kwalificatie        | Servië − Montenegro | 3 − 1   |

## Samenvatting
| Competitie          | Totaal gespeeld | Winst Montenegro | Gelijk | Winst Servië | Doelsaldo Montenegro – Servië |
| ------------------- | --------------- | ---------------- | ------ | ------------ | ----------------------------- |
| EK-kwalificatie     | 2               | 0                | 0      | 2            | 1 − 5                         |
| UEFA Nations League | 2               | 0                | 0      | 2            | 1 − 4                         |
| Totaal              | 4               | 0                | 0      | 4            | 2 − 9                         |

FSCG · A-internationals · Bondscoaches · Statistieken · Montenegrijns vrouwenelftal · Montenegro U21 · Montenegro U20 · Montenegro U19 · Montenegro U17 · Servië en Montenegro U19 · Servië en Montenegro U17
2003 – 2006** · 
2007 – 2009 · 
2010 – 2019 ·
2020 − 2029
EK 2008 · 
EK 2012 · 
EK 2016
WK 2006** · 
WK 2010 · 
WK 2014 · 
WK 2018
OS 2004** · 
OS 2008 · 
OS 2012 · 
OS 2016
2007 · 
2008 · 
2009 · 
2010 · 
2011 · 
2012 · 
2013 · 
2014 · 
2015 · 
2016 · 
2017 ·
2018 ·
2019 ·
2020 ·
2021 ·
2022 ·
2023
Albanië ·
Armenië ·
Azerbeidzjan ·
België · 
Bosnië en Herzegovina ·
Bulgarije ·
Colombia ·
Cyprus ·
Denemarken · 
Engeland ·
Estland ·
Finland ·
Georgië ·
Ghana ·
Gibraltar ·
Griekenland ·
Hongarije ·
Ierland ·
IJsland ·
Iran · 
Israël ·
Italië ·
Japan ·
Kazachstan ·
Kosovo ·
Letland ·
Libanon ·
Liechtenstein ·
Litouwen ·
Luxemburg ·
Moldavië ·
Nederland ·
Noord-Ierland ·
Noord-Macedonië ·
Noorwegen ·
Oekraïne ·
Oezbekistan ·
Oostenrijk ·
Polen ·
Roemenië ·
Rusland · 
San Marino ·
Servië ·
Slovenië ·
Slowakije ·
Tsjechië ·
Turkije ·
Wales ·
Wit-Rusland ·
Zweden ·
Zwitserland
Argentinië (2006) · 
Ivoorkust (2006) · 
Nederland (2006)
** - Onder de naam Servië en Montenegro
FSS · A-internationals · Bondscoaches · Statistieken · Servisch vrouwenelftal · Olympisch elftal · Servië U21 · Servië U20 · Servië U19 · Servië U17 · Servië en Montenegro U19 · Servië en Montenegro U17
2003 – 2006** · 
2006 – 2009 · 
2010 – 2019 ·
2020 − 2029
EK 2008 · 
EK 2012 · 
EK 2016 ·
EK 2020
WK 2006** · 
WK 2010 · 
WK 2014 · 
WK 2018 ·
WK 2022
OS 2004** · 
OS 2008 · 
OS 2012 ·
OS 2016 ·
OS 2020
2006 · 
2007 · 
2008 · 
2009 · 
2010 · 
2011 · 
2012 · 
2013 · 
2014 · 
2015 · 
2016 ·
2017 ·
2018 ·
2019 ·
2020 ·
2021 ·
2022
Albanië ·
Algerije ·
Armenië ·
Australië ·
Azerbeidzjan ·
Bahrein ·
België ·
Bolivia ·
Brazilië ·
Bulgarije ·
Chili ·
China ·
Colombia ·
Costa Rica ·
Cyprus ·
Denemarken ·
Dominicaanse Republiek ·
Duitsland ·
Engeland ·
Estland ·
Faeröer ·
Finland ·
Frankrijk ·
Georgië ·
Ghana ·
Griekenland ·
Honduras ·
Hongarije ·
Ierland ·
Israël ·
Italië ·
Jamaica ·
Japan ·
Jordanië ·
Kameroen ·
Kazachstan ·
Kroatië · 
Litouwen ·
Luxemburg ·
Marokko ·
Mexico ·
Moldavië ·
Montenegro ·
Nieuw-Zeeland ·
Nigeria ·
Noord-Ierland ·
Noord-Macedonië ·
Noorwegen ·
Oekraïne ·
Oostenrijk ·
Panama ·
Paraguay ·
Polen ·
Portugal ·
Qatar ·
Roemenië ·
Rusland ·
Schotland ·
Slovenië ·
Spanje ·
Tsjechië ·
Turkije ·
Verenigde Staten ·
Wales ·
Zuid-Afrika ·
Zuid-Korea ·
Zweden ·
Zwitserland
Brazilië (2018) · 
Costa Rica (2018) · 
Duitsland (2010) · 
Ghana (2010) · 
Kameroen (2022) · 
Zwitserland (2018)
** = Onder de naam Servië en Montenegro